# Миронеску, Георге
Георге Миронеску (рум. Gheorghe Mironescu; 28 января 1874, Васлуй, Австро-Венгрия — 9 октября 1949, Бухарест) — румынский политический и государственный деятель, премьер-министр Румынии, дипломат, адвокат, педагог, профессор, доктор наук.

## Биография
До 1894 года изучал право, затем до 1895 года — литературу и философию в Бухарестском университете. Продолжил учёбу в Париже, где в 1898 году получил степень доктора права. После этого работал в Румынии адвокатом, прокурором Трибунала (1900) и государственным прокурором (1900—1901).
Позже занимался преподавательской деятельностью на юридическом факультете в университете Бухареста, профессор (1903—1939).
Политик, член Консервативной партии, Консервативно-демократической партии (с 1908), Румынской национальной партии (1922) и Национал-цэрэнистской партии во главе с Юлиу Маниу (1926).
Депутат палаты депутатов Румынии (с 1911) и сенатор Румынии (с 1914). Для достижения национального единства выступал за вступление Румынии в Первую мировую войну на стороне Антанты. Был членом Национального совета румынского единства (Париж, 1918), представительного органа национальных интересов, согласованного с полномочиями Антанты.
С 17 декабря 1921 по 17 января 1922 года был министром образования Королевство Румыния, министром иностранных дел (10 ноября 1928 — 9 октября 1930). С 1929 по 1930 год был представителем Королевства Румыния в Лиге Наций и Гаагском суде по репарациям. Участник Гаагской конференции по репарациям 1929—1930 годов, принявшей План Юнга. Поддержал предложение А. Бриана по федерализации Европы.
Затем, недолгий период времени занимал кресло премьер—министра страны (1930—1931).
Возглавлял министерство внутренних дел (14 января — 9 ноября 1933).
Работал заместителем председателя правительства Юлиу Мани́у (20 октября 1932-12 января 1933) и Александру Вайда-Воевода (14 января — 9 ноября 1933).
В течение трёх лет к власти в Румынии пришло 8 правительств, что привело к ослаблению парламентской демократии в пользу румынского короля Кароля II, верным соратником которого был Миронеску. Способствовал установление авторитарного режима короля Кароля II, королевский советник (с 30 марта 1938 до 6 сентября 1940).
Миронеску также занимал пост министра финансов (6 июня 1932 — 17 октября 1932), Государственного секретаря (10 февраля — 30 марта 1938).
31 мая 1939 стал почётным членом Румынской Академии.
Умер 9 октября 1949 в возрасте 75 лет в Бухаресте.

## Избранная библиография
- Asigurările muncitoreşti, 1912
- România faţă de războiul european, 1915
- Aprecieri asupra problemei româneşti, 1919
- Problema Banatului, 1919
- În chestia naţională, 1920
- Cum s-au făcut alegerile parlamentare, 1926
- Din pribegie, 1927
- La politique de la paix, 1929
- Cuvântări, vol. I, 1930
- France et Roumanie, 1930
- Rezultatele Conferinţei de la Haga, 1930
- Privire generală asupra crizei, 1932
- Cuvântări, vol. II, 1937
- Inovaţiunile Constituţiei din 1938, 1939
- Amintiri despre Nicolae Iorga, 1940